# Verwaltungsgemeinschaft Mellrichstadt
In der Verwaltungsgemeinschaft Mellrichstadt im unterfränkischen Landkreis Rhön-Grabfeld haben sich folgende Gemeinden zur Erledigung ihrer Verwaltungsgeschäfte zusammengeschlossen:
1. Bastheim, 2005 Einwohner, 41,74 km²
2. Hendungen, 835 Einwohner, 22,85 km²
3. Mellrichstadt, Stadt, 5580 Einwohner, 55,99 km²
4. Oberstreu, 1471 Einwohner, 22,62 km²
5. Stockheim, 1001 Einwohner, 19,65 km²

Sitz der Verwaltungsgemeinschaft ist in Mellrichstadt.
Mit Wirkung vom 1. Juli 2021 wurde die Gemeinde Bastheim das fünfte Mitglied der Verwaltungsgemeinschaft. Dem entsprechenden Entwurf des Gesetzes zur Änderung des Bayerischen Kommunalgliederungsgesetzes hat der Bayerische Landtag am 16. Juni 2021 einstimmig zugestimmt.
Der Vorsitzende der Verwaltungsgemeinschaft ist Michael Kraus.